# دیوانه روانی عاشق ۲
دیوانه روانی عاشق ۲ (به هندی: Yamla Pagla Deewana 2) فیلمی است محصول سال ۲۰۱۳ و به کارگردانی سانگیت سیوان است. در این فیلم بازیگرانی همچون درمندرا، سانی دئول، بابی دئول، نها شارما، کریستینا آکهوا، انوپم کهیر، جانی لور ایفای نقش کرده‌اند.
این فیلم دنباله فیلم دیوانه روانی عاشق است.